# Spargania dulciferata
Spargania dulciferata là một loài bướm đêm trong họ Geometridae.